# میو یاگیو
میو یاگیو (انگلیسی: Miyu Yagyu؛ زادهٔ ۲۰ اکتبر ۱۹۹۰) بازیگر، و بازیگر خردسال اهل کشور ژاپن است. 
از فیلم‌ها یا برنامه‌های تلویزیونی که وی در آن نقش داشته‌است می‌توان به فرش باد و میخک اشاره کرد.